# Nick Bostrom
Nick Bostrom (în suedeză Niklas Boström; n. 10 martie 1973, Helsingborg, Suedia) este un filosof suedez de la Universitatea din Oxford, cunoscut pentru lucrările sale despre riscurile existențiale, principiul antropic, etica îmbunătățirii umane, riscurile superinteligenței și testul inversării. În 2011 a fondat Programul Oxford Martin privind impactul tehnologiei viitoare și este directorul fondator al Institutului Viitorul Umanității (Future of Humanity Institute) de la Universitatea Oxford.  În 2009 și 2015, el a fost inclus în lista Top 100 de gânditori a publicației  americane Foreign Policy.
Bostrom este autorul a peste 200 de publicații și a scris două cărți și a coeditat alte două. Cele două cărți pe care le-a scris sunt Anthropic Bias: Observation Selection Effects in Science and Philosophy (2002) și Superinteligența. Căi, pericole, strategii (2014). A doua carte a fost un bestseller New York Times, a fost recomandată de Elon Musk și Bill Gates, printre alții, și a ajutat la popularizarea termenului de „superinteligență”.
Bostrom consideră că superinteligența, pe care el o definește drept „orice intelect care depășește cu mult performanța cognitivă a oamenilor în practic toate domeniile de interes”, este un rezultat posibil al progreselor înregistrate în inteligența artificială. El consideră ascensiunea superinteligenței ca fiind potențial extrem de periculoasă pentru oameni, dar, totuși, respinge ideea că oamenii ar fi neputincioși în oprirea efectelor negative ale acesteia. În 2017 a cosemnat o listă de 23 de principii pe care ar trebui să le urmeze toți dezvoltatorii de  inteligență artificială.

## Lucrări scrise

Superintelligence

- 2002 – Anthropic Bias: Observation Selection Effects in Science and Philosophy, ISBN: 0-415-93858-9
- 2008 – Global Catastrophic Risks, editori Bostrom și Milan M. Ćirković, ISBN: 978-0-19-857050-9
- 2009 – Human Enhancement, editori  Bostrom și Julian Săvulescu, ISBN: 0-19-929972-2
- 2014 – Superintelligence: Paths, Dangers, Strategies, ISBN: 978-0-19-967811-2

În cartea sa Superintelligence: Paths, Dangers, Strategies, Nick Bostrom oferă un argument că inteligența artificială va constitui o amenințare pentru omenire. El susține că, dacă alege acțiuni bazate pe atingerea unui anumit scop, o IA suficient de inteligentă va prezenta un comportament convergent⁠(d), respectiv va acumula resurse și se va proteja de la oprire. Dacă scopurile IA nu le reflectă pe cele ale umanității — de exemplu, o IA căreia i se cere să calculeze cât mai multe cifre din pi posibil — ar putea face rău umanității pentru a obține mai multe resurse sau pentru a preveni închiderea sa, totul pentru a-și atinge mai bine scopul.

## Legături externe
- Nick Bostrom home page
- Superintelligence: Paths, Dangers, Strategies
- Bostrom's Anthropic Principle website, containing information about the anthropic principle and the Doomsday argument.
- Online copy of book, "Anthropic Bias: Observation Selection Effects in Science and Philosophy" (HTML, PDF)
- Bostrom's Simulation Argument website
- Bostrom's Existential Risk website
- Nick Bostrom la Internet Movie Database
- Format:Triangulation
- Format:TED speaker
- The 10 gatekeepers of humanity against the risks of AI Arhivat în 24 decembrie 2015, la Wayback Machine., Hot Topics 2015
- The A.I. anxiety The Washington Post, December 27, 2015.

## Vezi și
- Inteligență artificială
- Riscurile existențiale
- Paradoxul lui Fermi
- Marele filtru
- Ipoteza simulării
- Realitate simulată